# Gary Powell
 (janvier 2009).
Si vous disposez d'ouvrages ou d'articles de référence ou si vous connaissez des sites web de qualité traitant du thème abordé ici, merci de compléter l'article en donnant les références utiles à sa vérifiabilité et en les liant à la section « Notes et références ».
Gary Powell né le 11 novembre 1969 à New York est le batteur des groupes de rock anglais The Libertines, puis de Dirty Pretty Things.

## Biographie
Gary Powell est le batteur du groupe d'Indie Rock anglais The Libertines. Il fut aussi celui de Dirty Pretty Things et a collaboré avec Eddy Grant. Il a également joué avec The New York Dolls lors de leur réunion en 2004.
Gary Powell a rejoint The Libertines en 2001 lorsque Banny Pootschi leur manager leur a présenté un nouveau batteur. Carl Barat et Pete Doherty, les deux leaders du groupe se sont très bien entendus avec Gary et l'ont accepté[réf. souhaitée]. Après la rupture des Libertines en 2004, Gary rejoint le groupe Dirty Pretty Things, créé par Carl Barat.
Moins d'un an après la séparation des Dirty Pretty Things, Gary Powell forme, en octobre 2009, The Invasion Of… dont le premier concert a lieu le 25 octobre 2009. Gary Powell livre également des prestations en tant que DJ, notamment au Club NME @ Koko dans le quartier Camden de Londres. En 2011, il forme un duo de DJs, London Guns, avec Adam Ficek, ancien batteur des Babyshambles (groupe de Peter Doherty).
The Libertines ont donné ensemble quelques concerts en 2010 puis en 2014. En 2015, le groupe compose un troisième album qui sort le 11 septembre 2015, Anthems for Doomed Youth.

## Projet futur
Powell a exprimé son intérêt de travailler avec des artistes de Hip-Hop, entre autres Kanye West et UGK[réf. souhaitée].